# Decathlon AG2R La Mondiale Development Team
Decathlon AG2R La Mondiale Development Team is een Franse wielerploeg die sinds 2003 de opleidingsploeg is van Decathlon AG2R La Mondiale.